# Karabin RT-20
RT-20 (Ručni Top 20) – chorwacki wielkokalibrowy karabin wyborowy kalibru 20 milimetrów.

## Historia
RT-20 został zaprojektowany w drugiej połowie lat 90. XX wieku. Armia chorwacka rozpoczęła wtedy poszukiwania broni zdolnej do skutecznego rażenia nocnych przyrządów obserwacyjnych czołgów używanych przez oddziały serbskie. Ponieważ broń kalibru 12,7 mm i 14,5 mm uznano za niewystarczającą, sięgnięto po nabój 20 × 110 mm stosowany w działkach przeciwlotniczych. Pomimo dużej masy karabinu i zastosowania hamulca wylotowego generowany podczas wystrzału odrzut okazał się tak duży, że konieczne było zastosowanie gazodynamicznego kompensatora odrzutu. W połowie długości lufy wykonano otwór przez który odprowadzane są gazy prochowe. Opuszczają one broń przez dyszę skierowaną do tyłu przez co odrzut ulega zmniejszeniu (analogicznie jak w działach bezodrzutowych).
RT-20 został przyjęty do uzbrojenia armii chorwackiej i był używany bojowo. Obecnie jest nadal produkowany przez firmę RH-Alan.

## Opis
RT-20 jest karabinem jednostrzałowym, z zamkiem ślizgowo-obrotowym, czterotaktowym. Zamek ryglowany jest rozmieszczonymi w trzech rzędach ryglami. Lufa gwintowana, zakończona hamulcem wylotowym. W połowie długości lufy znajduje się otwór odprowadzający gazy prochowe do gazodynamicznego kompensatora odrzutu. Chwyt pistoletowy połączony z łożem znajduje się w połowie długości broni. Jedynym celownikiem jest celownik optyczny.